# Parafia Niepokalanego Poczęcia Najświętszej Maryi Panny w Bruskowie Wielkim

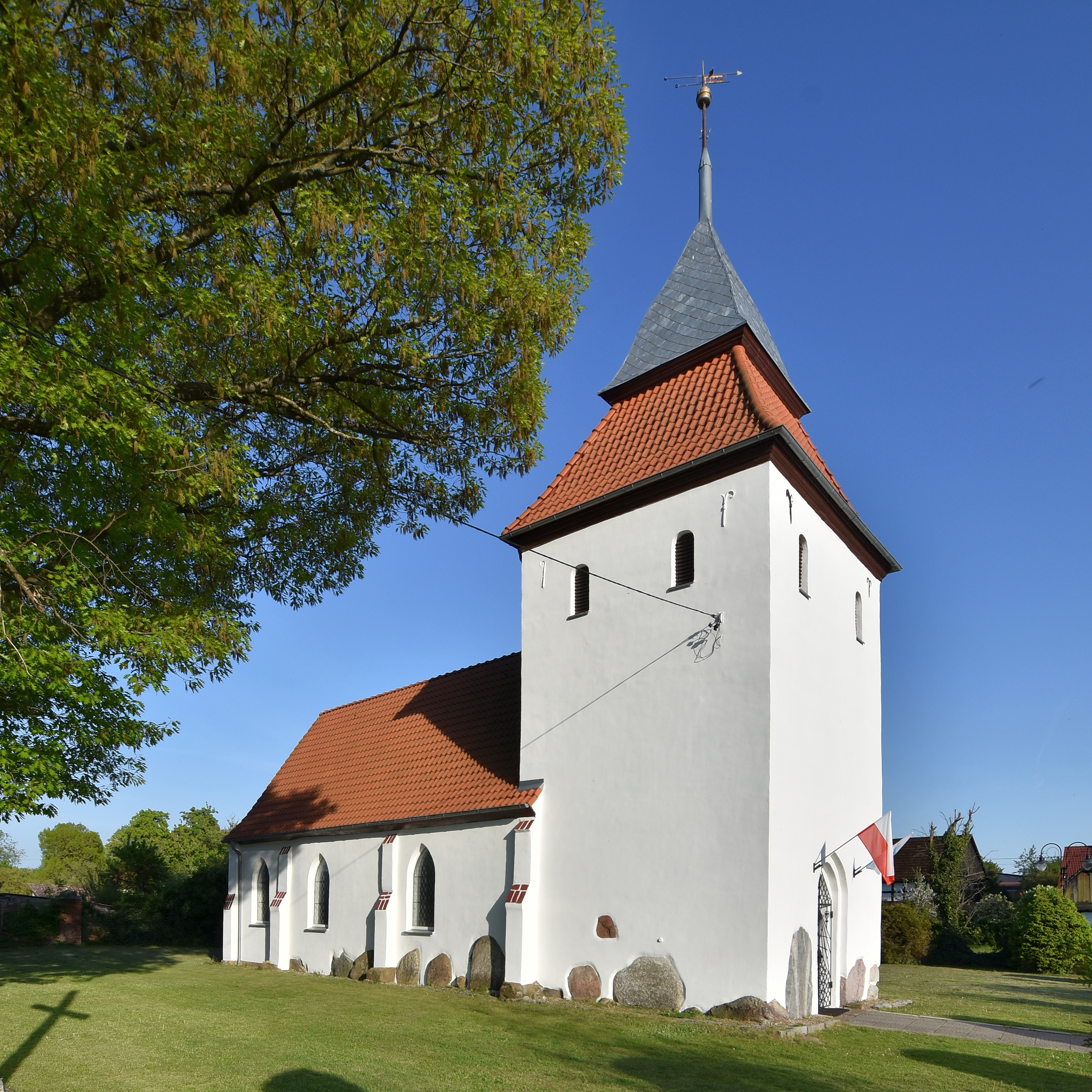
Kościół Wniebowzięcia NMP Swołowie (1618)

Parafia pw. Niepokalanego Poczęcia Najświętszej Maryi Panny w Bruskowie Wielkim – parafia należąca do dekanatu Ustka, diecezji koszalińsko-kołobrzeskiej, metropolii szczecińsko-kamieńskiej. Została utworzona w 1951 roku.

## Kościół parafialny
Kościół pw. Niepokalanego Poczęcia Najświętszej Maryi Panny w Bruskowie Wielkim
Pierwsza wzmianka o kościele w Bruskowie pochodzi z 1490 roku. Od 1522 wchodzi w skład parafii w Swołowie (do 1586). Nowy kościół wybudowano w 1854. Po starym obecnie nie ma śladu (wyburzony w 1863).
3 listopada 1945 kościół został na nowo poświęcony jako parafialny, rzymskokatolicki, w Parafii Niepokalanego Poczęcia Najświętszej Maryi Panny.

## Kościoły filialne i kaplice
- Kościół pw. św. Józefa w Bierkowie
- Kościół pw. Wniebowzięcia Najświętszej Maryi Panny w Swołowie
- Punkt odprawiania Mszy św. w Gałęzinowie
- Punkt odprawiania Mszy św. w Krzemienicy

## Duszpasterze

### Pastorzy (do 1945)
1. Joachim Schwichtenberg, 1581
2. Johann Hoppe, 1605
3. Johann Pauli, 1617-1659
4. Christian Wockenfus, 1680-1682
5. Johann Rüdiger, 1683-1723
6. Peter Friedrich Bilang, 1724-1741
7. David Israel Dimpel, 1742-1744
8. Georg Albrecht Gottel, 1744-11747
9. Johann Friedrich Schall, 1747-1753
10. Florian David Hamilton, 1753-1779
11. Georg Heinrich Pitsch, 1780-1813
12. Siegismund Immanuel Christian jensen, 1815-1837
13. Franz Eduard Theodor Blaurock, 1838-1885
14. Ernst Hermann Fuchs, 1887-1913
15. Hermann Ristow, 1913-1933
16. Heinrich Runkel, 1933-1945

### Księża (od 1945)
1. Leon Gliszczyński, 1946-1958
2. Stanisław Krawczyk, 1958-1979
3. Jerzy Sikora, 1979-1991
4. Roman Tarniowy, 1991-1995
5. Piotr Bruski, 1995-2001
6. Jan Cychowski, 2001-2011
7. Władysław Kitajgrodzki 2011-2022
8. Robert Gruszowski od 2022